# ملعب جامعة الكويت
يُعد ملعب جامعة الكويت من المنشآت الرياضية الحديثة في دولة الكويت، ويقع في الحرم الجامعي الجديد في منطقة الشدادية، ضمن محافظة الفروانية. وقد تم إنشاؤه ليكون جزءًا من البنية التحتية المتطورة لمشروع مدينة صباح السالم الجامعية، ويُعتبر من أكبر الملاعب الجامعية على مستوى الخليج العربي.

## الطاقة الاستيعابية
يستوعب الملعب ما يقارب 15 ألف متفرج، ويضم مدرجات مريحة ومظللة، إضافة إلى منصات مخصصة لكبار الشخصيات، ومرافق خدمية حديثة للرياضيين والإعلاميين والجمهور.

## الاستخدامات
رغم تخصيصه أساسًا لخدمة الأنشطة الرياضية الخاصة بجامعة الكويت وطلبتها، إلا أن الملعب قد استُخدم كذلك في عدد من البطولات والمباريات المحلية، بالإضافة إلى احتضانه حفلات تخرج الطلبة وفعاليات جامعية متنوعة.

## المرافق الملحقة
يشمل الملعب عدداً من المرافق المتطورة، منها:
- مضمار مخصص لسباقات ألعاب القوى
- غرف لتبديل الملابس
- قاعات للتدريب الرياضي
- صالات للياقة البدنية
- غرف للإعلام والبث المباشر
- مواقف واسعة للمركبات

## أهمية الملعب
يمثل الملعب جزءاً من التوجه الحكومي نحو دعم الرياضة الجامعية وتشجيع الشباب على ممارسة الأنشطة البدنية والثقافية في بيئة متكاملة، وهو يعكس كذلك اهتمام الدولة برفع مستوى الخدمات في مؤسسات التعليم العالي.

## الافتتاح
اُفتتح الملعب رسميًّا في العقد الثالث من القرن 21، ضمن سلسلة افتتاحات لمرافق المدينة الجامعية الجديدة التي تهدف إلى تعزيز جودة التعليم الجامعي وتوفير بيئة تعليمية ورياضية متميزة.